# Wolfe City
Wolfe City város az USA Texas államában, Hunt megyében. Lakosainak száma 1399 fő (2020. április 1.)., háztartások száma 451, az egy főre jutó jövedelem 25 467 $ amerikai dollár.

## Népesség
A település népességének változása:
| Lakosok száma | 1566 | 1412 | 1399 |
|               | 2000 | 2010 | 2020 |